# Женщины (фильм, 1939)
«Женщины» (англ. The Women; вариант названия — «Женские интриги») — кинофильм режиссёра Джорджа Кьюкора по одноимённой пьесе Клэр Бут Люс. Премьера ленты состоялась 1 сентября 1939 года. В 2007 году фильм был включён в Национальный реестр фильмов.

## Сюжет
Богачка Мэри Хейнс не подозревает, что у её мужа роман с продавщицей Кристал Аллен. Сильвия Фаулер, подруга Мэри, узнаёт об интрижке от своей маникюрши и сообщает Эдит Поттер, другой своей подруге. Они пускают сплетню, однако не могут сообщить обо всём самой Мэри, которая узнаёт о неверности мужа после посещения того же салона красоты. Миссис Хейнс оказывается перед дилеммой — потребовать от мужа объяснений или выждать время, пока интерес мужа к новой пассии не затухнет сам собой. Под давлением Сильвии Мэри идёт по первому пути, и вскоре они с мужем решают развестись. В поезде по дороге в Рино, куда съезжаются все ожидающие развода женщины, Мэри знакомится с графиней де Лав и Мириам Ааронс, у которой роман с мужем Сильвии. Пока все они гостят на ранчо, приезжает Сильвия, чтобы получить развод, а графиня знакомится с Баком, местным ковбоем. Проходит два года. Бывший муж Мэри несчастлив в браке с Кристал, уже закрутившей роман с Баком. После того, как Мэри узнаёт о том, что её муж страдает, она вынуждает Сильвию сообщить тому об интрижке Кристал и Бака. Брак мистера Хейнса распадается, и Мэри возвращается к мужу.

## В ролях
- Норма Ширер — Мэри Хейнс
- Джоан Кроуфорд — Кристал Аллен
- Розалинд Расселл — Сильвия Фаулер
- Мэри Боланд — графиня де Лав
- Полетт Годдар — Мириам Ааронс
- Филлис Пова — Эдит Поттер
- Джоан Фонтейн — Пегги Дэй
- Вирджиния Уайдлер — Маленькая Мэри
- Люсиль Уотсон — миссис Морхед
- Марджори Мэйн — Люси
- Вирджиния Грей — Пэт
- Рут Хасси — мисс Уотсон
- Хедда Хоппер — Долли Дюпёйстер
- Флоренс Нэш — Нэнси Блейк
- Кора Уизерспун — миссис Ван Адамс
- Мэри Бет Хьюз — мисс Триммербек
- Дэнни Мур — Ольга

В титрах не указаны
- Кэрол Хьюз — продавщица в салоне
- Гертруда Астор — медсестра грязевых ванн
- Сюзанн Каарен — принцесса Мара
- Эстер Дейл — Ингрид